# Herb gminy Goczałkowice-Zdrój
Herb gminy Goczałkowice-Zdrój – symbol gminy Goczałkowice-Zdrój.

## Wygląd i symbolika
Herb przedstawia na tarczy w polu bordowym trzy tarcze. W górnej części umieszczono dwie mniejsze, błękitne. Na tarczy z prawej (heraldycznie) strony widnieją skrzyżowane narzędzia rolnicze barwy złotej: grabie, kosa i cep. Na tarczy z lewej widnieje postać św. Jerzego na białym koniu, przebijającego leżącego smoka. W dolnej części tarczy w żółtym kole umieszczono dwie błękitne ryby w pas, ponad nimi źródło tryskające między dwoma zielonymi świerkami, rosnącymi na wzniesieniu.